# Síntesis de quinolinas de Skraup
La síntesis de quinolinas de Skraup es una reacción química empleada para sintetizar quinolinas. Fue descrita por el químico checo Zdenko Hans Skraup (1850-1910). En la primera reacción, se calentó anilina con ácido sulfúrico, glicerol, y un agente oxidante, como nitrobenceno.
En este ejemplo, el nitrobenceno sirve como disolvente y agente oxidante. La reacción, que de otro modo tiende a ser violenta, normalmente se realiza en presencia de sulfato ferroso. El ácido arsénico puede ser empleado en lugar de nitrobenceno, ya que la reacción es menos violenta.

## Mecanismo de reacción
El mecanismo de reacción sigue en discusión, sin embargo, hay buenas razones para creer que se obtiene acroleína (por deshidratación del glicerol en presencia de ácido sulfúrico concentrado) como intermediario. Posteriormente se somete a una adición[1,4]. La acroleína no se utiliza directamente, ya que sufre polimerización en las condiciones de reacción.